# Taha Bouhafs
Pour les articles homonymes, voir Bouhafs.
Taha Bouhafs [ta.a bu.afs], né le 29 avril 1997 à Aïn Beïda (Algérie), est un journaliste et militant franco-algérien.
Il participe à plusieurs mobilisations sociales à partir de 2016, notamment en tant que militant au sein du comité Adama, puis est candidat aux élections législatives de 2017 sous l’étiquette La France insoumise (LFI). Il est l'auteur de la vidéo à l'origine de l'affaire Benalla en 2018. En tant que reporter, il couvre différents mouvements protestataires pour Là-bas si j'y suis puis pour Le Média et Blast.
Il est décrit par ses contradicteurs comme un « journaliste militant » ou un « activiste ». Il est condamné en 2021 – puis en appel lors de l'année 2022 – pour « injure publique en raison de l'origine » à l'encontre de la policière Linda Kebbab, la condamnation est confirmée en appel et le pourvoi en cassation formé par Taha Bouhafs est rejeté en janvier 2024, confirmant ainsi la condamnation définitive pour injure raciste de Taha Bouhafs.
En 2022, il est publiquement accusé de harcèlement et de violences sexuelles, mais sans qu'aucune plainte ne soit déposée contre lui. Ces accusations l'empêchent d'être candidat aux élections législatives pour la France insoumise. 
En 2023, une femme ayant accusé Taha Bouhafs de violences sexuelles se rétracte,, et l'autre accusatrice anonyme refuse de témoigner. Dans ce contexte, la France insoumise met un terme à la procédure à l'encontre de Taha Bouhafs et annonce être prête à le réintégrer. Taha Bouhafs indique ne pas vouloir réintégrer LFI.

## Biographie
Taha Bouhafs naît à Aïn Beïda en Algérie le 29 avril 1997 et arrive en France à l'âge de quatre ans, en 2001. Sa famille s'installe à Échirolles, dans l'Isère. Ses parents, qui étaient professeurs en Algérie, sont pauvres et ne trouvent pas d'emploi stable en France. Ses deux grands-pères, berbères, sont des anciens combattants du Front de libération nationale (FLN) lors de la guerre d'indépendance.
En mars 2020, son père Zaim est élu au conseil municipal d'Échirolles, puis devient adjoint au maire (PCF) Renzo Sulli. Il milite à La France insoumise de 2016 à 2019.
S’orientant vers un baccalauréat professionnel en électronique, Taha Bouhafs arrête l'école dès la seconde, à l'âge de seize ans. Il enchaîne alors les petits postes.

### Militantisme

#### Participation à des mouvements sociaux
Taha Bouhafs rapporte dans un entretien publié en 2019 qu'au moment des révoltes urbaines de 2005, âgé de huit ans, il décide « de plus du tout [s]'informer par les médias, la télévision, les journaux », affirmant : « ils sont contre nous ».
S'engageant jeune en politique, il la découvre « de façon autodidacte », selon ses propres mots. Il milite d'abord pour la cause palestinienne. Puis, en 2016, il s'engage dans le mouvement d'opposition contre la loi Travail. La même année, il découvre Nuit debout, et au sein de ce mouvement le féminisme et l'écologisme. La plupart des autres participants « ignorant totalement la vie des jeunes des quartiers », il crée une commission « Quartiers populaires » à Grenoble. En 2019, il est proche de Youcef Brakni du comité Adama et de Madjid Messaoudene, conseiller municipal de Saint-Denis.
Taha Bouhafs quitte sa famille durant le premier semestre de l'année 2018 pour s'installer à Paris et participer au mouvement universitaire en cours contre la loi sur l'accès à l'université. Il se rend très actif sur les réseaux sociaux, filmant toutes les mobilisations auquel il se rend : mouvements étudiant et cheminot de 2018, révolte des quartiers nantais après le décès d'Aboubacar Fofana, tué par un CRS. Il diffuse son travail sur Twitter, pour « informer, montrer ce qui se passe dans les quartiers », et donner une vision opposée à la « version policière » reprise par les médias mainstream.
Durant le mouvement étudiant du campus de la rue de Tolbiac en avril 2018, il est au centre d'une polémique, en diffusant une fausse information annonçant le décès d'un étudiant après une intervention des forces de l'ordre. Le 1er mai 2018, place de la Contrescarpe à Paris, Taha Bouhafs filme avec son téléphone Alexandre Benalla, adjoint au chef de cabinet du président de la République Emmanuel Macron, étranglant puis frappant à terre deux manifestants. Il poste sa vidéo sur Twitter, sans savoir qui est l'homme qu'il filme. Au mois de juillet, une journaliste du Monde, Ariane Chemin, reconnaît le chef de cabinet sur les vidéos, la publication de son article est alors à l'origine de l'affaire Benalla,,,.
Pourtant sceptique au début, il appelle les quartiers populaires à rejoindre le mouvement des Gilets jaunes en décembre 2018 avec le collectif Vérité pour Adama, ainsi que la mise en place d'une grève générale. Il souhaite une convergence des luttes entre banlieues et milieux ruraux, tout en évitant une récupération par l'extrême droite,.

#### Parcours au sein de La France insoumise
La première campagne électorale à laquelle participe Taha Bouhafs est l'élection présidentielle de 2017, où il milite pour le candidat de La France insoumise (LFI), Jean-Luc Mélenchon. Il rencontre à cette occasion plusieurs cadres du parti, notamment les futurs députés Danièle Obono et Éric Coquerel. En juin 2017, à l'âge de vingt ans, il se présente sous l'étiquette de LFI aux élections législatives dans la deuxième circonscription de l'Isère : il obtient 3 911 voix, soit 11,1 % des suffrages, et est éliminé au premier tour,.
Il quitte LFI dans les deux années qui suivent ; en février 2019, interrogé, il déclare s'être éloigné du parti. Le 26 août 2019, au colloque de rentrée du parti — intitulé les AmFis d'été —, le philosophe Henri Peña-Ruiz déclare : « On a le droit d'être athéophobe, comme on a le droit d’être islamophobe ; en revanche, on n'a pas le droit de rejeter des hommes ou des femmes parce qu'ils sont musulmans ». Taha Bouhafs relaye alors sur Twitter une citation tronquée des propos de Peña-Ruiz — « on a le droit d'être islamophobe ». Aux AmFis, un cadre Insoumis, Benoît Schneckenburger, l'interpelle sèchement en lui reprochant ce tweet, le ton monte et le service d'ordre doit intervenir. Taha Bouhafs dénonce une « agression physique », tandis que les dirigeants du parti parlent d'une « erreur », d'une « perte de contrôle » regrettable.
Taha Bouhafs confirme alors sa prise de distance à l'égard de La France insoumise en ces termes : « Elle est le résultat de deux ans de sorties islamophobes, notamment de certains élus qui n'en ont jamais raté une pour rabaisser les femmes voilées. » Libération relève qu'il ne faisait pas l'unanimité dans le mouvement, suscitant la désapprobation de nombreux dirigeants.
Taha Bouhafs est progressivement réintégré au sein de LFI (La France insoumise), où il bénéficie du soutien d'Éric Coquerel et de Jean-Luc Mélenchon. Le 8 mai 2022, il officialise sa candidature aux élections législatives dans la quatorzième circonscription du Rhône, dans le cadre de la Nouvelle Union populaire écologique et sociale (NUPES). Jean-Luc Mélenchon y a obtenu 49 % des suffrages au premier tour de la présidentielle,. Sa candidature génère rapidement une polémique nationale, liée aux polémiques dans lesquelles il est impliqué et à sa condamnation passée pour injures raciales. Il est en outre victime de nombreuses injures racistes. Face à lui, les partis d’extrême droite investissent deux policiers : le CRS Damien Monchau pour le Rassemblement national, et le secrétaire national du syndicat France Police – Policiers en Colère, Bruno Attal, pour le parti Reconquête d'Éric Zemmour. Sa candidature crée également une tension au sein de la NUPES, la maire communiste de Vénissieux Michèle Picard maintenant sa candidature face à lui avec le soutien du secrétaire national du PCF Fabien Roussel, qui refuse la candidature d'un homme « condamné en première instance pour injure raciale ».
En interne, LFI confronte Taha Bouhafs après avoir reçu deux témoignages l'accusant de harcèlement sexuel et de violences sexuelles le 5 mai. Parallèlement, le parti soutient publiquement Taha Bouhafs jusqu’à ce que ce dernier retire sa candidature le 9 mai 2022, ce qu’il justifie par le fait qu’il soit victime « tous les jours » d'une « nouvelle calomnie, d'une nouvelle insulte, d'une nouvelle menace de mort, d'une nouvelle accusation », déclarant avoir « sous-estimé la puissance de ce système quand il veut vous broyer ». Les témoignages sont révélés publiquement le 11 mai. La NUPES investit Idir Boumertit, le quatrième adjoint de Michèle Picard, en lieu et place de Taha Bouhafs, malgré la dissidence du PCF. Celui-ci est finalement élu député.
En 2023, une accusatrice de Taha Bouhafs se rétractant, et l'autre refusant de témoigner, la France insoumise annonce être prête à réintégrer Taha Bouhafs, qui refuse.

#### Implication dans les mouvements antiracistes
Impliqué dans les mouvements antiracistes et contre les violences policières, Taha Bouhafs est membre du comité Vérité pour Adama d'Assa Traoré, né après la mort d'Adama Traoré lors d'une interpellation policière en 2016.
Après plusieurs polémiques sur le hijab et une attaque contre la mosquée de Bayonne, il lance, avec Madjid Messaoudene et plusieurs organisations et partis, soit le Comité Adama, le Collectif contre l'islamophobie en France, le Nouveau Parti anticapitaliste, l'Union communiste libertaire), un appel à une « Marche contre l'islamophobie » le 10 novembre 2019 à Paris, qui fait controverse jusqu'à gauche en raison de liens entre certains organisateurs et l'islamisme,.
Taha Bouhafs est accusé de défendre un antiracisme communautariste ; selon Hadrien Mathoux de Marianne, il aurait tenu des propos agressifs envers les « Blancs »,.

### Journalisme

#### Affaire Benalla (2018)
Taha Bouhafs assiste et filme la scène qui permettra d'identifier Alexandre Benalla et qui marque le début de l'affaire Benalla ; il la diffuse le jour même cette vidéo sur les réseaux sociaux,. Elle est alors visionnée quelques dizaines de milliers de fois. Il publie ensuite le 2 mai des photos d'Alexandre Benalla dans d'autres manifestations en émettant l'hypothèse qu'il s'agit d'un policier. On voit sur la vidéo des CRS qui maintiennent au sol un jeune homme. Vincent Crase est à côté d'eux. Alexandre Benalla arrive alors dans le champ de la vidéo, il relève le jeune homme et le frappe « à plusieurs reprises »
,,,,,,,,. Son pied heurte le ventre du manifestant (ou le thorax, selon certains médias) sans qu'il soit possible, selon Europe 1, de déterminer si cela est volontaire,, (sur ces images, ni brassard ni talkie-walkie ne sont visibles). C'est cette vidéo dont les services de l'État ont eu connaissance les 1er et 2 mai. Cette vidéo est alors peu relayée par les médias. Elle est toutefois transmise par voie anonyme le 3 mai, à 2 h 13, sur une plateforme de signalement de l'IGPN. Elle est visionnée par trois agents du service d'inspection, lesquels ne jugent cependant pas nécessaire d'y donner suite. Selon Éric Morvan, directeur général de la Police nationale, cette vidéo est prise sous un angle ne permettant pas de mettre en évidence des violences avérées. Pour la directrice de l'IGPN, Marie-France Monéger-Guyimarc'h, la vidéo ne fait pas apparaître de violences illégitimes (bien qu'il soit noté des gestes « mal maîtrisés »), partant de l'hypothèse que les actes sont effectués par un représentant des forces de l'ordre (ce que n'est pas Alexandre Benalla).

#### Reporter pourLà-bas si j'y suis
Bouhafs est embauché par Là-bas si j'y suis en décembre 2018, un site web d'information dirigé par Daniel Mermet. Reporter, il suit et filme avec son téléphone manifestations et protestations des quartiers populaires, de Gilets jaunes, d'étudiants, de syndicalistes ou d'Algériens anti-Bouteflika. En juin 2019, il compte environ 180 vidéos publiées sur le compte Twitter de Là-bas si j'y suis, qui atteignent parfois le million de vues. Il signe aussi des enquêtes, dont l'une mettant en cause le conseiller du président Ismaël Emelien à propos de sa gestion de la cellule de riposte de l'Élysée durant l'affaire Benalla.
En mars 2019, deux jeunes de moins de vingt ans meurent à l'issue d'une course-poursuite avec la police à Grenoble. Taha Bouhafs couvre les nuits d'émeutes qui suivent. Un mois après, il est poursuivi pour « diffamation publique à l'encontre de la police nationale », après avoir déclaré sur le réseau que « deux jeunes de quartier de 17 et 19 ans sont morts à cause de la police à la suite d'une course-poursuite ». Il est aussi accusé par le Syndicat des cadres de la sécurité intérieure de « jeter de l'huile sur le feu » : « On appelle les gens à se soulever, et après on va filmer. »
En décembre 2020, il est recruté par Le Média,.

#### Arrestation de juin 2019
Le 11 juin 2019, alors qu'il couvre une manifestation de soutien à des travailleurs sans papiers de Chronopost à Alfortville dans le Val-de-Marne, il est violemment interpellé,. Après avoir reçu l'ordre d'arrêter de filmer par un policier en civil, Bouhafs est repoussé puis frappé au thorax. Il est ensuite interpellé « avec violence, en le projetant et maintenant à terre et en lui tordant le bras », d'après un témoignage de Bouhafs rapporté par Amnesty International France. Il est menotté et conduit au commissariat, et « il aurait été frappé à plusieurs reprises au visage » pendant le déplacement. Il se plaint également d'insultes racistes. Il est maintenu en garde à vue pendant vingt-quatre heures. Libéré le lendemain, il est poursuivi pour « outrage et rébellion sur une personne dépositaire de l'autorité publique », le policier l'accusant de l'avoir traité à deux reprises de « racaille de flic ». Son téléphone, avec lequel il a filmé son arrestation, est mis sous scellé. Sorti avec une épaule déboîtée, des ecchymoses au visage et trois semaines d'arrêt de travail, il porte plainte avec son avocat Arié Alimi pour « violence en réunion par des personnes dépositaires de l'autorité publique », mais aussi pour « obstruction de la vérité », « faux et usage de faux ».
Taha Bouhafs reçoit le soutien du Syndicat national des journalistes, d'une vingtaine de sociétés de journalistes et de rédacteurs et d'Amnesty International France.
La restitution de son téléphone est ordonnée par la justice en novembre 2019, mais elle n'est effective que peu avant le procès, prévu pour le 25 février 2020 au tribunal de Créteil. Ce dernier évoque un « problème de gestion du greffe », d'après Amnesty. Ne pas avoir eu accès à la vidéo de son interpellation ne lui permet pas de constituer sa défense. Taha Bouhafs est finalement relaxé le 11 mai 2021.
Le 7 juillet 2023, le policier est condamné à huit mois de prison avec sursis simple pour « violences commises par une personne dépositaire de l’autorité publique » par le tribunal correctionnel de Créteil.

#### Fondation de Reporters en colère
En novembre 2019, Taha Bouhafs cofonde le collectif Reporters en colère (REC), avec d'autres journalistes travaillant dans les manifestations. Ce collectif a pour but de lutter contre la précarité et la violence policière dans leur profession,.
Lors d'une manifestation à laquelle prend part REC le 5 décembre 2019, plusieurs membres du collectif, dont Taha Bouhafs, sont blessés par des grenades de désencerclement et des grenades lacrymogènes.

#### Arrestation de janvier 2020
Le 17 janvier 2020, Taha Bouhafs prend volontairement une place au théâtre parisien des Bouffes-du-Nord où se trouve Emmanuel Macron pour une représentation de la pièce La Mouche. Le journaliste signale sur Twitter la présence du président de la République. Quelques minutes plus tard, des dizaines de manifestants opposés au président en général, et en particulier à la réforme des retraites, se rassemblent devant le théâtre et tentent de pénétrer à l'intérieur de la salle de spectacle,. Ce rassemblement conduit à l'exfiltration du cortège présidentiel vers 22 heures,, et à l'arrestation de Bouhafs à la fin de la représentation. À l'issue de son placement en garde à vue, une juge d'instruction le met sous le statut de témoin assisté, dans le cadre d'une information judiciaire pour « participation à un groupement formé en vue de commettre des violences ou dégradations » et « organisation d'une manifestation non déclarée »,,. En mars 2021, il est mis hors de cause et bénéficie d'un non-lieu . Il annonce porter plainte pour « violation du secret des sources » ainsi que dénonciation calomnieuse contre l’Élysée.

#### Reporter pour Blast à la suite de la mort de Nahel Merzouk
En 2023, après la mort de Nahel Merzouk, tué par un policier à Nanterre, Taha Bouhafs réalise plusieurs reportages pour Blast dans la ville dont était originaire l'adolescent. Il participe aussi au rapprochement entre la famille de Nahel et le comité Justice pour Adama.

### Polémiques

#### Rumeur de Tolbiac
Lors de l'occupation de l'université de Tolbiac en 2018, une vidéo de Taha Bouhafs dans laquelle il insulte des forces de l'ordre circule sur les réseaux sociaux et suscite une polémique. Dans le même temps, il participe à la diffusion d'une rumeur sur un étudiant blessé gravement par la répression policière,, reprise par plusieurs médias. Même après le retrait de Reporterre, qui avait diffusé l'information, et un article de Libération, qui met en cause les témoignages sur l'évènement, Bouhafs persiste.
Il dira plus tard que ce fut « une bonne leçon » : « J'ai commencé à revérifier mes sources, à ne plus seulement filmer un événement, mais à le documenter. » Ces incidents attirent sur lui l'attention des réseaux sociaux. Il subit alors des commentaires injurieux, dont certains à dimension raciste, ainsi que des appels à la violence.

#### Accusation d'antisémitisme et plainte de Taha Bouhafs
En février 2019, après que le philosophe Alain Finkielkraut a été traité de « sale sioniste » au cours d’une manifestation, l'homme politique Benoît Hamon publie un tweet affirmant que « "sale sioniste" voulait dire "sale juif" », ce à quoi Taha Bouhafs répond: « C'est bientôt le dîner du CRIF [Conseil représentatif des institutions juives de France], et t'as pas envie d'être privé de petits fours. » Le rapprochement entre les « petits fours » et les fours crématoires des camps d'extermination nazis est fait par la Ligue internationale contre le racisme et l'antisémitisme (Licra). Taha Bouhafs se défend des accusations d’antisémitisme et accuse à son tour la Licra de l'avoir « jeté en pâture » à une campagne d'insultes racistes et de menaces de mort,,, puis porte plainte pour diffamation.

#### Accusations de «journalisme militant»
Après sa garde à vue de juin 2019, le statut de journaliste de Taha Bouhafs est contesté par plusieurs de ses confrères. Ils l'accusent d'être un « faux-journaliste » et un « militant » sans carte de presse, ni expérience dans une école de journalisme, et d’avoir diffusé à dessein de fausses informations sur l’évacuation du campus de Tolbiac. D'autres, au contraire, pensent que des travailleurs comme Bouhafs et Gaspard Glanz — lequel a fait l’objet de critiques similaires — offrent un point de vue différent des médias traditionnels, et contestent le caractère antinomique du militantisme et du journalisme. Bouhafs et plusieurs de ses soutiens considèrent néanmoins que cette critique pourrait viser d’autres membres de la profession, proches d’autres courants politiques. Ils citent notamment Christophe Barbier et Bernard Guetta, journalistes et soutiens publics d'Emmanuel Macron, Guetta étant aussi élu député européen de La République en marche,,. Danièle Obono, députée LFI, voit en outre dans ces critiques une attaque raciste à l’égard d’un « jeune homme arabe ». Sur le fond, Taha Bouhafs répond : « Je suis journaliste, pas journaliste militant. Je peux être militant dans ma vie de tous les jours [...], mais quand je suis journaliste, je suis journaliste. ».
Malgré ces réponses, Bouhafs reste qualifié par une partie de ses pairs et de la classe politique de « militant » ou « activiste » après l’affaire du théâtre des Bouffes-du-Nord. Ainsi, certains d'entre eux, tout en reconnaissant la pertinence du journalisme d’opinion ou du journalisme engagé, maintiennent que la profession est incompatible avec l’activisme politique dès lors que celui-ci consisterait à s’affranchir de la recherche de la vérité,,. À l’occasion, Libération indique que Bouhafs n’avait pas, en janvier 2020, fait les démarches en vue d'obtenir une carte de presse, tout en précisant que celle-ci n’est pas nécessaire pour pouvoir être qualifié de journaliste. Il en est titulaire à partir de 2021.

#### Accusations de harcèlement
En janvier 2022, le site Arrêt sur images consacre un article sur les problèmes que rencontrent les femmes journalistes au sein de la rédaction du site Le Média. Plusieurs témoins affirment que la journaliste Elsa Margueritat a été harcelée par Taha Bouhafs, qui aurait menacé d'utiliser sa notoriété sur les réseaux sociaux contre elle, et également tenté de la faire licencier en lui reprochant ses prises de positions,,.
Le 7 mai 2022, LFI saisit son comité contre les violences sexistes et sexuelles après avoir reçu un signalement concernant Taha Bouhafs. Clémentine Autain, députée insoumise, déclare « que la cellule n’a jamais reçu un témoignage avec des faits d’une telle gravité ». Taha Bouhafs dénonce une nouvelle « calomnie ». Le comité à LFI chargé des élections législatives de 2022 suspend Taha Bouhafs et le lendemain, le lundi 9 mai, il est reçu par Clémentine Autain et Mathilde Panot pour être informé d'accusations mais sans en connaître la teneur exacte. Au cours de cette rencontre, il est convenu que Bouhafs peut de lui-même annoncer qu'il retire sa candidature, ce qu'il fait le mardi 10 mai.
Le 11 mai 2022, Jean-Luc Mélenchon, affirme apprendre à ce jour « les accusations » et prend ses distances avec le reporter. Le leader insoumis ajoute que « la parole des femmes doit être entendue sérieusement » tout en comptant sur « la commission ad hoc LFI pour établir la vérité ». Le 5 juillet 2022, Taha Bouhafs se plaint d'une procédure qu'il estime opaque au sein de la France insoumise et accuse Clémentine Autain de l'avoir incité à mentir sur la vraie raison de son exclusion, en invoquant un départ à cause d'attaques racistes,. En mars 2023, il est annoncé qu'une des deux accusatrices de Taha Bouhafs retire son témoignage auprès du Comité de suivi des violences sexuelles et sexistes de LFI,. En juin 2023, La France insoumise met un terme à la procédure du Comité de suivi contre les violences sexistes et sexuelles et affirme être prête à réintégrer Taha Bouhafs. Il indique ne pas vouloir réintégrer LFI.

#### Accusation d'homophobie
En mai 2022, un journaliste ayant travaillé pour Le Média témoigne anonymement au Point et accuse Taha Bouhafs d'avoir eu un comportement homophobe envers un autre journaliste homosexuel, refusant notamment de s’isoler en salle de montage avec lui au prétexte qu'il serait gay. Le journaliste anonyme révèle également que les journalistes du Média auraient fait comme s'ils n'avaient rien entendu.

### Condamnation pour injure raciste
En juin 2020, Taha Bouhafs qualifie sur le réseau Twitter la syndicaliste policière Linda Kebbab d'« Arabe de service ». Celle-ci avait affirmé que les affaires Adama Traoré et George Floyd n'avaient « rien à voir ». À la suite d’une plainte de la policière, il est condamné en première instance le 28 septembre 2021, puis en appel le 27 octobre 2022 pour injure raciste. La cour estime notamment que les propos « outrageants », ont « également un caractère raciste puisqu’ils réduisent l’intéressée à son origine arabe ». Taha Bouhafs annonce se pourvoir en cassation, critiquant une « violation de [sa] liberté d’expression », et affirmant que son tweet « visait à qualifier une stratégie raciste de l’institution policière ». En décembre 2023, la Cour de cassation confirme sa condamnation pour injures racistes,,.

## Ouvrage
- Ceux qui ne sont rien, La Découverte, 2022, 174 p. (ISBN 978-2-34807-323-6).